# 1960 en bande dessinée
| Années de la bande dessinée : 1957 - 1958 - 1959 - 1960 - 1961 - 1962 - 1963    |
| Décennies de la bande dessinée : 1930 - 1940 - 1950 - 1960 - 1970 - 1980 - 1990 |

Cet article présente les faits marquants de l'année 1960 en bande dessinée.

## Évènements
- Georges Dargaud rachète le journal Pilote, financièrement au bord du gouffre, pour un franc symbolique.
- février : Aux États-Unis, sortie de Brave And The Bold #28 (première apparition de la ligue de justice d'Amérique), DC Comics

## Nouveaux albums
Voir aussi : Albums de bande dessinée sortis en 1960

### Franco-belge
| Sortie | Titre                                            | Scénariste | Dessinateur | Coloriste | Éditeur   |
| ------ | ------------------------------------------------ | ---------- | ----------- | --------- | --------- |
|        | Tintin au Tibet                                  | Hergé      | Hergé       |           | Casterman |
| ?      | Johan et Pirlouit T.8 Le Sire de Montrésor       | Peyo       | Peyo        |           |           |
| ?      | Johan et Pirlouit T.9 La Flûte à six schtroumpfs | Peyo       | Peyo        |           |           |

### Comics
| Sortie | Titre       | Scénariste | Dessinateur | Coloriste | Éditeur |
| ------ | ----------- | ---------- | ----------- | --------- | ------- |
| ?      | à compléter |            |             |           |         |
| ?      | …           |            |             |           |         |

### Mangas
| Sortie | Titre       | Scénariste | Dessinateur | Coloriste | Éditeur |
| ------ | ----------- | ---------- | ----------- | --------- | ------- |
| ?      | à compléter |            |             |           |         |
| ?      | …           |            |             |           |         |

## Naissances
- 1er janvier : James O'Barr, auteur de comics
- 16 janvier : Frédéric Boilet

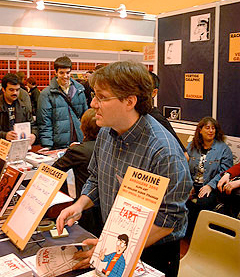
Scott McCloud

- 24 février : Marc Angel-Romera, graphiste et illustrateur luxembourgeois ;
- 27 février : Norm Breyfogle, dessinateur de comics
- 27 février : Jeff Smith, auteur de comics
- 31 mars : Pierre Ouin
- 10 avril : Joe G. Pinelli
- 11 avril : Éric Warnauts
- 25 mai : Frédéric Bézian
- 10 juin : Scott McCloud
- 31 juillet : Olivier Wozniak
- 6 septembre : Mike Zeck, dessinateur de comics
- 10 septembre : Alison Bechdel
- 16 septembre : Philippe Gauckler
- 13 octobre : George Pratt, auteur de comics
- 2 novembre : Étienne Lécroart
- 10 novembre : Neil Gaiman
- 9 décembre : Paul Grist
- 12 décembre : Dominique David
- 15 décembre : Philippe Dupuy
- 22 décembre : Phoebe Gloeckner

- Naissances de Sergio Salma, Jean-François Caritte, Daniel N. Sebban, Philippe Coudray, Jean-Luc Coudray, Fabuel et Kokor.

## Décès
- 6 mars : Jefferson Machamer, auteur de comic strips
- 15 août : Gene Ahern